# Włodzimierz Jędrzejewski
Włodzimierz Jędrzejewski (ur. 1961) — profesor nauk leśnych, biolog zajmujący się problemami ekologii w odniesieniu głównie do dużych drapieżników i zajmowanych przez nich ekosystemów. Pracował jako zastępca dyrektora Zakładu Badania Ssaków Instytut Biologii Ssaków Polskiej Akademii Nauk w Białowieży. Specjalności: ekologia, ewolucjonizm, embriologia. Zajmował się badaniami ekosystemu Puszczy Białowieskiej (ze szczególnym uwzględnieniem wilków).

## Życiorys
W 1985 ukończył studia na kierunku leśnictwo w Szkole Głównej Gospodarstwa Wiejskiego w Warszawie. W 1991 na Wydziale Leśnym SGGW na podstawie rozprawy pt. Presja drapieżników na gryzonie leśne w warunkach lasów Białowieskiego Parku Narodowego uzyskał stopień naukowy doktora. Tam też na podstawie dorobku naukowego oraz rozprawy pt. Rola drapieżnictwa i zasobów pokarmowych w kształtowaniu dynamiki liczebności gryzoni nadano mu w 1997 stopień naukowy doktora habilitowanego. Tytuł naukowy profesora nauk leśnych otrzymał w 2003
Pod jego kierunkiem w 1999 stopień naukowy doktora uzyskał Krzysztof Schmidt.

## Wybrane publikacje
- Bogumiła Jędrzejewska, Włodzimierz Jędrzejewski, Ekologia zwierząt drapieżnych Puszczy Białowieskiej, Warszawa: Wydawnictwo Naukowe PWN, 2001
- Eseje o ssakach Puszczy Białowieskiej, ZBS, 2004
- Włodzimierz Jędrzejewski, Sabina Nowak, Rafał Kurek, Robert W. Mysłajek, Krystyna Stachura, Zwierzęta a drogi. Metody ograniczania negatywnego wpływu dróg na populacje dzikich zwierząt, ZBS, 2004
- E.D.P. Sandoval, W. Jędrzejewski, J. Molinari, M. Vozdova, H. Cernohorska, S. Kubickova, A.M. Bernegossi, R. Caparroz & J.M.B. Duarte. Description of Bisbalus, a new genus for the Gray Brocket, Mazama cita Osgood, 1912 (Mammalia, Cervidae), as a step to solve the Neotropical deer puzzle. „Taxonomy”. 4 (1), s. 10–26, 2024. DOI: 10.3390/taxonomy4010002. (ang.).